# Sport Club Audace Torino 1902
Questa voce raccoglie le informazioni riguardanti lo Sport Club Audace Torino nelle competizioni ufficiali della stagione 1902.

## Stagione
L'Audace Torino nel 1902 esordisce nel campionato di calcio italiano.
Il primo campionato termina con l'eliminazione nell'eliminatoria piemontese.

## Divise
La divisa di gioco era una maglia a strisce verticali bianconere con pantaloncini e calzettoni neri.
| Manica sinistra · Manica sinistra · Maglietta · Maglietta · Manica destra · Manica destra · Pantaloncini · Calzettoni |

## Organigramma societario
Area direttiva
- Presidente:

Area tecnica
- Allenatore:

## Rosa
| N. |                   | Ruolo | Calciatore   |
| -- | ----------------- | ----- | ------------ |
|    | Italia (bandiera) | P     | Mario Nicola |
|    | Italia (bandiera) | D     | Fornara      |
|    | Italia (bandiera) | D     | Vallanzi     |
|    | Italia (bandiera) | C     | Merlotti     |
|    | Italia (bandiera) | C     | Carlo Nay    |
|    | Italia (bandiera) | C     | Casimiro Nay |
|    | Italia (bandiera) | C     | Sartore      |
|    | Italia (bandiera) | C     | Taragna      |

| N. |                   | Ruolo | Calciatore       |
| -- | ----------------- | ----- | ---------------- |
|    | Italia (bandiera) | A     | Colombo          |
|    | Italia (bandiera) | A     | Fortino          |
|    | Italia (bandiera) | A     | Andrea Nicola    |
|    | Italia (bandiera) | A     | Giuseppe Tarella |
|    | Italia (bandiera) | A     | Vallauri         |
|    | Italia (bandiera) |       | Baravaglio       |
|    | Italia (bandiera) |       | Brignaud         |
|    | Italia (bandiera) |       | Regno            |

## Calciomercato
| Acquisti | Acquisti | Acquisti | Acquisti |
| R.       | Nome     | da       | Modalità |
| -------- | -------- | -------- | -------- |

| Cessioni | Cessioni | Cessioni | Cessioni |
| R.       | Nome     | a        | Modalità |
| -------- | -------- | -------- | -------- |

## Risultati

### Campionato Italiano di Football

#### Eliminatorie piemontesi
| Arbitro: | Baravaglio (Torino) |

|   |           |   |
| ? | Marcatori | ? |

| Torino 9 marzo 1902, ore 14:00 CET Eliminatoria regionale - 2ª giornata | Juventus  | 6 – 0 referto | Audace Torino | Campo di Piazza d'Armi di Torino |
| \| \| \| \| \| ? \| Marcatori \| \|                                     |           |               |               |                                  |
|                                                                         |           |               |               |                                  |
| ?                                                                       | Marcatori |               |               |                                  |

| Arbitro: | Calì (Genova) |

|              |           |  |
| Weber rig’ ? | Marcatori |  |

## Statistiche

### Statistiche di squadra
| Competizione                    | Punti | In casa | In casa | In casa | In casa | In casa | In casa | In trasferta | In trasferta | In trasferta | In trasferta | In trasferta | In trasferta | Totale | Totale | Totale | Totale | Totale | Totale | DR |
| Competizione                    | Punti | G       | V       | N       | P       | Gf      | Gs      | G            | V            | N            | P            | Gf           | Gs           | G      | V      | N      | P      | Gf     | Gs     | DR |
| ------------------------------- | ----- | ------- | ------- | ------- | ------- | ------- | ------- | ------------ | ------------ | ------------ | ------------ | ------------ | ------------ | ------ | ------ | ------ | ------ | ------ | ------ | -- |
| Campionato Italiano di Football | 2     | 1       | 1       | 0       | 0       | 5       | 2       | 2            | 0            | 0            | 2            | 0            | 8            | 3      | 1      | 0      | 2      | 5      | 10     | -5 |

### Statistiche dei giocatori
| Giocatore    | Campionato Italiano di Football | Campionato Italiano di Football |
| Giocatore    | Presenze                        | Reti                            |
| ------------ | ------------------------------- | ------------------------------- |
| Car. Nay     | 3                               | 0                               |
| Cas. Nay     | 3                               | 0                               |
| A. Nicola I  | 3                               | 0                               |
| M. Nicola II | 3                               | -10                             |
| G. Tarella   | 3                               | 0                               |